# 프랜시스 베이컨 (화가)
프랜시스 베이컨(Francis Bacon, 1909년 10월 28일 - 1992년 4월 28일)은 아일랜드 태생 영국 화가로, 대담성과 소박함, 강렬함과 원초적인 감정을 담은 화풍으로 잘 알려져있다. 베이컨 특유의 화풍은 대개 특징 없는 단색의 배경 위에 추상적인 형상이 유리나 기하학적인 철창에 갇혀 있는 것으로 표현된다.
베이컨은 16세에 자신이 동성애자임을 깨달았고 그로인해 집 밖으로 쫓겨났다. 그는 런던에서 임시직을 맡으며 살았다. 1927년 그의 아버지가 그를 베를린으로 보내 삼촌들의 후견하에 살게 하였다.
베이컨은 20대 초반에 그림을 시작하였으나, 30대 중반이 되기 전까지는 드물게 작업을 할 뿐이었다. 그는 30대 중반이 될때까지 인테리어 장식을 하거나 가구와 양탄자 디자인을 하여 생계를 유지하였다. 후일에 베이컨은 화가로서의 경력이 늦어진 것에 대해 말하길, 흥미를 끌만한 주제를 오랫동안 찾아야했기 때문이었다고 밝힌 바 있다. 그가 화가로서의 돌파구를 찾은 것은 1944년 삼단제단화 십자가책형을 기초로 한 형상의 세 가지 습작을 통해서였다. 그는 1940년대부터 1960년대 초까지 이런 두상과 형상이 묘사된 작품을 그려 국제적인 명성을 얻었을 뿐만 아니라 극단적인 암울함과 인간 조건의 연대기적 묘사자로서 확고한 위치를 차지하였다.
그는 철학가 프랜시스 베이컨의 배다른 형인 니컬러스 베이컨의 후손이다.